# 진 어소
진 어소(Jyn Erso)는 2016년 영화 《로그 원》에서 잉글랜드의 배우 펠리시티 존스가 연기한 《스타 워즈》 프랜차이즈의 가공의 인물이다. 
진은 데스 스타의 설계도를 훔치는 인물로, 잔 다르크 같은 역할이다. 은하제국이 보유한 강력한 무기인 데스 스타에 대한 계획을 훔치려고 필사적으로 시도하여 반란군 동맹군을 돕는 전 범죄자이다. 이 캐릭터는 제임스 루세노에 의한 2016년 프리퀄 소설 속에서의 아이로 소개 되었다.
평론가들은 진을 《스타 워즈》 오리지널 3부작의 한 솔로(해리슨 포드)와 시퀄 3부작의 레이(데이지 리들리)의 캐릭터 비교했다.